# ورقة 500 بيسو فلبيني
ورقة 500 بيسو فلبيني (بالفلبينية: Limandaang Piso‏)(₱500) هي فئة من البيسو الفلبيني. على وجه الورقة الحالية السيناتور بينينو أكينو جونيور وزوجته الرئيسة كورازون أكينو وعلى الظهر منتزه نهر بورتو برنسيسا الجوفي الوطني وblue-naped parrot. سيصدر البنك المركزي نسخة بوليمر من هذه الفئة بحلول عام 2023 وستكون ورقة البوليمر الثانية بعد ورقة 1000 بيسو الصادرة في أبريل 2022.

## التاريخ

### ما قبل الاستقلال
- 1905: أصدر بنك جزر الفلبين ورقة 500 بيسو عليها صورة ميغل لوبيز دي ليغازبي.
- 1944: أصدرت الحكومة اليابانية أوراق جديدة، بسبب التضخم المفرط الناجم عن الحرب العالمية الثانية لذلك اضطر اليابانيون إلى إصدار فئات أعلى من البيسو. لم تعد هذه الورقة قانونية بعد التحرير.

- 1949: أصدر سلسلة VICTORY.

|       | الفلبين (1936-1941) | سلسلة نصر 66 (1944) | سلسلة Victory-CBP (1949) |
| ----- | ------------------- | ------------------- | ------------------------ |
| الوجه |                     |                     |                          |
| الظهر |                     |                     |                          |

### الاستقلال

#### السلسلة الإنجليزية (1951)
ظهر على الورقة منذ عام 1953 صورة مانويل روكساس أول رئيس لجمهورية الفلبين المستقلة، وعلى الظهر المقر الرئيسي للبنك المركزي القديم. ظهر روكساس ومبنى البنك المركزي لاحقًا على ورقة 100 بيسو عند إصدر السلسلة الفلبينية.
سحبت أوراق 200 و500 بيزو من التداول في 31 ديسمبر 1959 بموجب قانون جمهورية الفلبين رقم 1516.

#### سلسلة التصميم الجديد (1987–2013)
لم تصدر ورقة 500 بيسو في السلسلة الفلبينية ولا في سلسلة أنج باجونج ليبونان. ولكن طرحت مرة أخرى في 21 أغسطس 1987 جزء من ملاحظات سلسلة التصميم الجديد. على وجه الورقة صورة بينينو أكينو عضو مجلس الشيوخ السابق وزعيم المعارضة عندما كان فرديناند ماركوس رئيسًا. الورقة في الغالب صفراء. على الوجه أيضًا اقتباسين مشهورين من أكينو: "الإيمان بشعبنا والإيمان بالله" (الموجود فوق توقيع رئيس الفلبين)، و"الفلبيني يستحق الموت من أجله". على الظهر مجموعة من الصور المختلفة المتعلقة بأكينو صمم الورقة النقدية رافائيل أسونسيون.

#### سلسلة عملات الجيل الجديد (2010–الآن)
أعيد تصميم الورقة منذ 2010 حيث أضيفت صورة زوجة بينينو أكينو الرئيسة السابقة كورازون أكينو. أضيف مشهد من الثورة الفلبينية أسفل يسار الوجه وأضيف نصب نينوي أكينو التذكاري. وعلى الظهر منتزه نهر بويرتو برنسيسا الجوفي الوطني وblue-naped parrot. أصدرت نسخة محدثة من ورقة 500 بيسو في عام 2017.

#### نسخة البوليمر
سيقوم البنك المركزي الفلبيني بإصدار ورقة 500 بيسو بوليمر، والتي ستكون ورقة بوليمر الثانية المصدرة بعد تقييم قبول الجمهور لعملة 1000 بيسو البوليمر. صرح محافظ البنك الفلبيني فيليبي ميدالا إنه من غير المرجح إصدار ورقة 500 بيسو بوليمري في النصف الأول من عام 2023.
|       | السلسلة الإنجليزية (1951) | سلسلة التصميم الجديد (1987–2013) | سلسلة عملات الجيل الجديد (2010–الآن) |
| ----- | ------------------------- | -------------------------------- | ------------------------------------ |
| الظهر |                           |                                  |                                      |
| الوجه |                           |                                  |                                      |

## تصاميم غير مستخدمة
في الأصل كان من المقرر أن يظهر على وجه ورقة 500 بيسو من سلسلة التصميم الجديد صورة فرديناند ماركوس وعلى الظهر مجمع باتاسانغ بامبانسا المرسوم على الجانب الخلفي. كلف روميو مانانكويل بتصميم هذه الورقة، ولكن قبل طرحها أطيح بماركوس في الثورة الفلبينية 1986.
وجدت نسخة من هذه الورقة في عام 2012 في مجموعة ويلسون يولوك ونشرها جامع الأوراق النقدية الفلبينية كريستوفر إن سي جيبس. توجد حاليًا نسخة أولية من الورقة النقدية في البنك المركزي الفلبيني.
| الصورة | الأبعاد          | اللون | اللون  | التصميم                                                                                          | التصميم | تاريخ الإصدار | تاريخ الطرح   |
| الصورة | الأبعاد          | اللون | اللون  | الوجه                                                                                            | الظهر | تاريخ الإصدار | تاريخ الطرح   |
| ------ | ---------------- | ----- | ------ | ------------------------------------------------------------------------------------------------ | --- | ------------- | ------------- |
|        | 160 ملم × 66 ملم |       | الأسود | فرديناند ماركوس وشجرة توز هندي وقصب السكر وحزم من الأرز المحصود وتصميم نسج أصلي من منطقة إيلوكوس | Batasang Pambansa Complex وختم الرئيس ماركوس وبعض إنجازات حكومة ماركوس في عصر المجتمع الجديد (مثل جسر سان خوانيكو وسد أنجات ومحطة باتان للطاقة النووية ومشروع إسكان بليس، إلخ.) | 1985 (مفترض)  | لم تطرح مطلقا |
|        |                  |       |        |                                                                                                  | |               |               |

## الأوراق التذكارية
أصدر البنك المركزي الفلبيني في 12 مليون ورقة نقدية (2 مليون ورقة نقدية لكل فئة) 9 يوليو 2009 تخليدًا للذكرى 60 لتأسيس البنك. أصدر البنك المركزي الفلبيني 10 مليون ورقة نقدية لإحياء ذكرى الاجتماع السنوي الخامس والأربعون لبنك التنمية الآسيوي (2-5 مايو 2012).

## سنوات الطباعة
| السلسلة                  | السنة     | رئيس الفلبين           | محافظ البنك المركزي     |
| ------------------------ | --------- | ---------------------- | ----------------------- |
| السلسلة الإنجليزية       | 1951      | البيديو كويرينو        | Miguel Cuaderno Sr.     |
| سلسلة التصميم الجديد     | 1987–1990 | كورازون أكينو          | Jose B. Fernandez Jr.   |
| سلسلة التصميم الجديد     | 1990–1992 | كورازون أكينو          | Jose L. Cuisia Jr.      |
| سلسلة التصميم الجديد     | 1992–1993 | فيدل فالديس راموس      | Jose L. Cuisia Jr.      |
| سلسلة التصميم الجديد     | 1993–1998 | فيدل فالديس راموس      | Gabriel C. Singson ‏     |
| سلسلة التصميم الجديد     | 1998–1999 | جوزيف استرادا          | Gabriel C. Singson ‏     |
| سلسلة التصميم الجديد     | 1999–2001 | جوزيف استرادا          | رافاييل بوينافنتيورا    |
| سلسلة التصميم الجديد     | 2001–2005 | غلوريا ماكاباغال أرويو | رافاييل بوينافنتيورا    |
| سلسلة التصميم الجديد     | 2005–2010 | غلوريا ماكاباغال أرويو | Amando M. Tetangco Jr. ‏ |
| سلسلة التصميم الجديد     | 2010–2013 | بنيغنو آكينو           | Amando M. Tetangco Jr. ‏ |
| سلسلة عملات الجيل الجديد | 2010–2016 | بنيغنو آكينو           | Amando M. Tetangco Jr. ‏ |
| سلسلة عملات الجيل الجديد | 2016–2017 | رودريغو دوتيرتي        | Amando M. Tetangco Jr. ‏ |
| سلسلة عملات الجيل الجديد | 2017–2019 | رودريغو دوتيرتي        | Nestor Espenilla Jr.    |
| سلسلة عملات الجيل الجديد | 2019–2022 | رودريغو دوتيرتي        | Benjamin E. Diokno ‏     |
| سلسلة عملات الجيل الجديد | 2022–الآن | بونغ بونغ ماركوس       | Felipe M. Medalla ‏      |